# از عشق و گرسنگی

از عشق و گرسنگی رمانی است از جولین مک‌لرن-راس. این رمان اولین بار در سال ۱۹۴۷ توسط انتشارات الن وینگیت در انگلستان منتشر شد.

## خلاصهٔ داستان
ریچارد فن‌شا، مرد جوانی که مدتی در هندوستان روزنامه‌نگار بوده، اکنون به شهر کوچکی در جنوب انگلستان بازگشته و برای گذران زندگی به فروشندگی جاروبرقی روی آورده و رابطهٔ عاشقانهٔ نافرجامی با سوکی، همسر یکی از دوستانش، دارد.